# 장흥 신흥사 소장 정방사명 동종
장흥 신흥사 소장 정방사명 동종(長興 新興寺 所藏 井方寺銘 銅鐘)은 대한민국 전라남도 장흥군 장흥읍, 신흥사에 있는 조선 영조 27년(1751년)에 만들어진 높이 64cm, 구경 43.9cm, 두께 2.7cm의 동종이다. 2009년 12월 31일 전라남도의 유형문화재 제304호로 지정되었다.

## 개요
장흥 신흥사에 소장된 “海南 井方寺銘 銅鐘”은 조선후기[1751년, 영조 27년, 乾隆十六年 辛未 五月日]에 제작되었지만 고려시대 걸작인 탑산사종(보물 88호, 1233년 추정)과 상당한 친연성이 느껴진다.
신흥사 동종은 고려 종에 비해 구경이 넓고 상대와 유곽사이에 범자문이 있으며 유곽사이에 보살입상이 있고 단아한 몸체와 정교한 문양, 그리고 아름다운 용뉴의 표현은 조선종으로서는 보기 드물게 좋은 작품이다.
종을 제작한 도편수 윤취오(尹就五)와 수재(手才) 장흥(長興) 윤광형(尹光衡)은 사장(私匠)계열의 주종장으로서 17-18세기에 여러 종을 만들었던 집안의 장인으로 보인다. 이들은 장흥 장평면과 장동면 지역에서 거주하면서 17세기부터 18세기까지 윤씨 집안에서 사승(師承)관계를 이어가면서 꾸준히 주조물을 조성하여 수준 높은 동종과 금고 등을 생산한 집단이다.
따라서 장흥 신흥사 종은 작품으로서의 가치 이외에도 주조의 절대연대와 관련 인물과 장소도 알 수 있고 종장의 연구 등 한국 금속공예의 연구에 중요한 자료가 됨으로 전라남도 유형문화재로 지정할만한 가치를 지닌다.

## 참고 문헌
- 장흥 신흥사 소장 정방사명 동종 - 국가유산청 국가유산포털